# Adelbert I van La Marche
Adelbert I van La Marche (ca. 960 – 997) was de tweede zoon van Boso I van La Marche en van Emma van Périgord.
Hij volgde zijn vader in 974 op in Opper-Marche. De hoofdplaats van dit gebied was toen Dorât en Aldebert liet er een kasteel bouwen, dat de residentie van hem en zijn opvolgers werd. Toen hij in 976 samen met zijn broer Eli gevangen werd genomen door burggraaf Gwijde van Limoges, werd hij opgesloten in het kasteel van deze stad. Hij bleef daar verschillende jaren gevangen, tot de dood van Ebles, de bisschop van Limoges. Hij kwam pas vrij op voorwaarde te huwen met Adalmodis, de dochter van Gwijde van Limoges. Tijdens de krijgsgevangenschap van Aldebert, was Gwijde de heerser over Périgord en La Marche geweest.
Aldebert had rond 980 in elk geval beide graafschappen in zijn bezit. Aldebert leverde strijd tegen Willem van Poitiers en belegerde de stad Poitiers. Fulco Nerra steunde hem hierbij. Na oorspronkelijk winst voor Poitiers, keerden de kansen en kwam als overwinnaar Aldebert uit de strijd. Op verzoek van de graaf van Anjou, trok hij vervolgens ten strijde tegen Odo I van Blois en belegerde hij de stad Tours. Fulco Nerra slaagde er echter niet in om zich blijvend in Tours te vestigen. Samen met zijn broer Boso nam hij in 997 ook het kasteel van Gençay in van Willem V van Aquitanië. Toen hij echter zonder harnas rond het kasteel ging, werd hij door een pijl getroffen en overleed in het klooster van Charroux (Vienne) aan zijn verwondingen. In dit klooster werd hij ook begraven. Zijn enige kind Bernard volgde hem op als graaf van La Marche en van Périgord.
Na de dood van Aldebert verschanste Adalmodis zich in het kasteel van Rochemeaux. Uiteindelijk moest zij zich echter overgeven aan de troepen van Poitou. Korte tijd later hertrouwde ze met Willem V van Aquitanië.